# Lagtingets udlandsudvalg
Lagtingets udlandsudvalg (færøsk: Uttanlandsnevndin) er det fagudvalg som behandler udenrigs-, markeds- og forsvarssager i Lagtinget på Færøerne. Udlandsudvalget ble oprettet på baggrund af Markedsudvalget i 1995, og Markedsudvalgets sidste formand, Helena Dam á Neystabø, blev det nye Udlandsudvalgs første formand. Der lægges sædvanligvis vægt på, at alle partier skal være repræsenteret i udvalget, der tæller syv medlemmer.

## Medlemmer
Medlemmer i perioden 2015–2019:
- Annita á Fríðriksmørk (T), formand
- Bjørt Samuelsen (T)
- Heðin Mortensen (JF)
- Kári P. Højgaard (SF)
- Jákup Mikkelsen
- Kaj Leo Holm Johannesen (SB)
- Magni Laksáfoss (SB)

Medlemmer i perioden 2011–2015:
- Jákup Mikkelsen (FF), formand
- Høgni Hoydal (T), næstformand
- Helgi Abrahamsen (SB)
- Bárður á Steig Nielsen (SB)
- Kristin Michelsen (JF)
- Jenis av Rana (MF)
- Poul Michelsen (F)

## Formænd
- 1995–1998 Helena Dam á Neystabø (SF)
- 1998–2004 Hergeir Nielsen (TF)
- 2004–2004 Kaj Leo Johannesen (SB)
- 2004–2008 Johan Dahl (SB)
- 2008–2011 John Johannessen (JF)
- 2011–2015 Jákup Mikkelsen (FF)
- 2015–2019 Annita á Fríðriksmørk (T)